# Anthony Keck

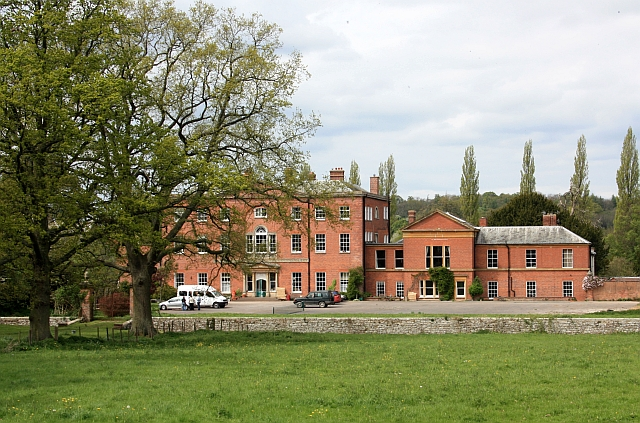
Canon Frome Court

Anthony Keck (* 1726; † 4. Oktober 1797) war ein britischer Architekt des Klassizismus.

## Leben
Keck stammte vermutlich aus Randwick in Gloucestershire. Er entstammte einer Familie von Yeoman aus der Region von Cheltenham, wo er vermutlich eine Ausbildung als Baumeister machte. Nach seiner Heirat mit Mary Palmer zog er 1761 nach King’s Stanley bei Stroud in Gloucestershire, wo er bis zu seinem Tod lebte. Ab 1768 bezeichnete er sich als Architekt und war am Umbau oder Erweiterung von zahlreichen Herrenhäusern und anderen Gebäuden in Gloucestershire, Worcestershire, Herefordshire und Südwales beteiligt. 
Er wurde in der St Georges Church in King’s Stanley  begraben.

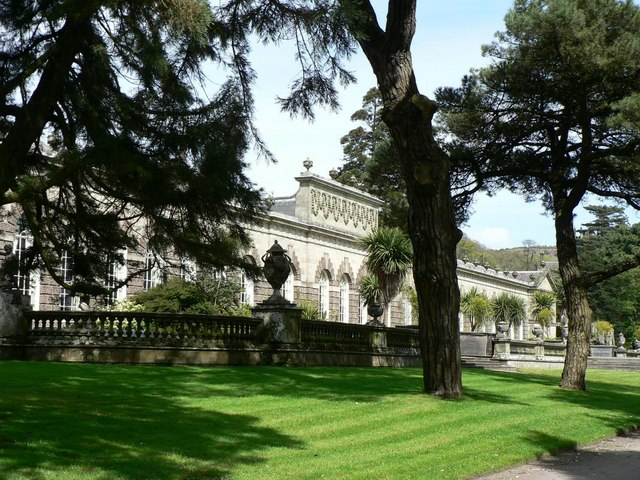
Orangerie von Margam Castle

## Werke
Keck baute nach dem Vorbild von Robert Adam im strengen Stil der Georgianischen Architektur. Als sein Hauptwerk gilt neben dem Herrenhaus von Penrice Castle auf der Halbinsel Gower die Orangerie von Margam Castle, die er zwischen 1787 und 1790 für Thomas Mansel Talbot errichtete. Weitere Bauten von ihm sind 
- Moccas Court
- Canon Frome Court
- Flaxley Abbey (Südflügel)
- Iscoed House
- St Martin’s Church, Worcester

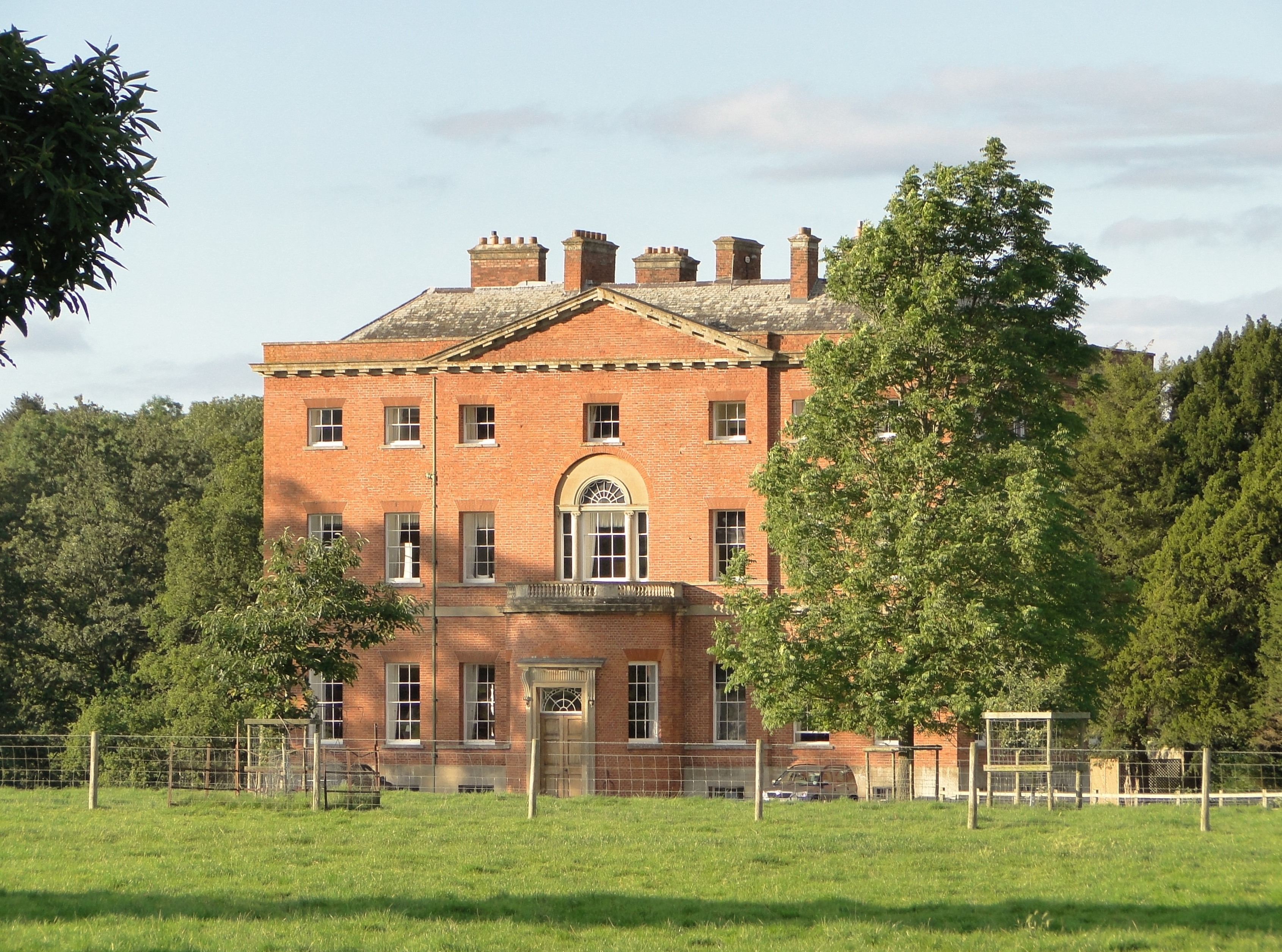
Moccas Court bei Hereford

Vermutlich wurde auch Highgrove House von Keck für John Paul Paul entworfen, jedoch erst nach seinem Tod errichtet.